# Helsingin Palloseura
Helsingin Palloseura, často zkráceně nazývaný HPS, je finský fotbalový klub z hlavního města Helsinek. Ve 20. a 30. letech 20. století byl nejlepším finským klubem, vysokou výkonnost si udržoval do 60. let, dnes hraje nižší finské soutěže. Je devítinásobným mistrem Finska (1921, 1922, 1926, 1927, 1929, 1932, 1934, 1935, 1957), jednou získal finský pohár (1962). Nejvyšší finskou soutěž hrál naposledy v roce 1964. Dvakrát zasáhl i do novodobých evropských pohárů, v sezóně 1958–59 vypadl v 1. kole Poháru mistrů evropských zemí s francouzským Stade de Reims, v sezóně 1963-64 v předkole Poháru vítězů pohárů se Slovanem Bratislava.